# Vänersborgs stad
Denna artikel handlar om den tidigare kommunen Vänersborgs stad. För orten se Vänersborg, för dagens kommun, se Vänersborgs kommun.
Vänersborgs stad var en stad och kommun i Älvsborgs län.

## Administrativ historik
1 februari 1644 utfärdade Drottning Kristinas förmyndarregering stadsprivilegier för Vänersborg. Vänersborgs stad bildades som en utbrytning ur Vassända socken, och som ersättare för Brätte stad vars stadsprivilegier samtidigt drogs in.
Staden blev en egen kommun, enligt Förordning om kommunalstyrelse i stad (SFS 1862:14) 1 januari 1863, då Sveriges kommunsystem infördes.
Den 1 januari 1945 (enligt beslut den 17 december 1943) upplöstes Vassända-Naglums landskommun och den södra delen av kommunen inkorporerades i Trollhättans stad och den norra delen av kommunen (omfattande en areal av 62,14 km², varav 58,23 km² land och med 4 372 invånare) inkorporerades i Vänersborgs stad i kommunalt hänseende samt i avseende på fastighetsredovisningen. Enligt samma beslut överfördes till staden och Vänersborgs stadsförsamling ett område av hemmanen Djupedalen och Grönvik som låg sydost om den så kallade Djupedalsbäcken i alla hänseenden från Frändefors landskommun. Området från Frändefors omfattade en areal av 0,09 km² (varav allt land) och hade 3 invånare.
I samband med kommunreformen 1952 inkorporerades Väne-Ryrs landskommun.
Vänersborgs stad ombildades 1 januari 1971 till Vänersborgs kommun.

### Judiciell tillhörighet
Staden hade egen jurisdiktion med rådhusrätt och magistrat, som lydde under Göta hovrätt fram till 1948 och sedan under Hovrätten för Västra Sverige. De sista magistraten i Sverige upphörde 1965. Vänersborgs rådhusrätt upphörde 1 januari 1970 - ett år innan Tingsrättsreformen i Sverige, då de sista kvarvarande rådhusrätterna samt häradsrätterna omvandlades till tingsrätter. Vänersborgs rådhusrätt uppgick då i den nybildade Vänersborgs domsagas tingslag, som året efter bildade Vänersborgs tingsrätt.

### Kyrklig tillhörighet
Vänersborgs stadsförsamling bildades 1642, två år före staden, och inkorporerade Brätte församling 1644. 1947 bildade stadsförsamlingen med Vassända-Naglums församling Vänersborgs församling. 1 januari 1952 tillkom Väne-Ryrs församling.

### Sockenkod
För registrerade fornfynd med mera återfinns staden inom ett område definierat av sockenkod 1821 som motsvarar den omfattning staden hade kring 1950, vilket innebär att också delar av Vassända-Naglums socken omfattas.

## Stadsvapen
Blasonering: I blått fält en bojort av guld med beslagna segel, flytande på en av vågskura bildad stam av silver. Bojorten har en naturfärgad svensk flagga på masttoppen och en i aktern.
Kristinehamns stad och Vänersborg fick på 1600-talet båda sådana här fartyg i sina sigill. Först när de skulle fastställas som vapen på 1940-talet blev de särskilda genom att Vänersborgs skuta försågs med flaggor. 1974 registrerades vapnet i PRV för den nya kommunen.

## Geografi
Vänersborgs stad omfattade den 1 januari 1952 en areal av 102,49 km², varav 95,19 km² land.

### Tätorter i staden 1960
I Vänersborgs stad fanns tätorten Vänersborg, som hade 17 125 invånare den 1 november 1960. Tätortsgraden i staden var då 92,7 procent.

## Befolkningsutveckling
| Befolkningsutvecklingen i Vänersborgs stad 1805–1970 | Befolkningsutvecklingen i Vänersborgs stad 1805–1970 | Befolkningsutvecklingen i Vänersborgs stad 1805–1970 | Befolkningsutvecklingen i Vänersborgs stad 1805–1970 | Befolkningsutvecklingen i Vänersborgs stad 1805–1970 |
| --- | ---------------------------------------------------- | ---------------------------------------------------- | ---------------------------------------------------- | ---------------------------------------------------- |
| |                                                      |                                                      |                                                      |                                                      |
| År |                                                      |                                                      | Folkmängd                                            |                                                      |
| 1805 | 1805                                                 |                                                      | 1 437                                                |                                                      |
| 1810 | 1810                                                 |                                                      | 1 534                                                |                                                      |
| 1820 | 1820                                                 |                                                      | 1 976                                                |                                                      |
| 1830 | 1830                                                 |                                                      | 2 396                                                |                                                      |
| 1840 | 1840                                                 |                                                      | 2 623                                                |                                                      |
| 1850 | 1850                                                 |                                                      | 3 067                                                |                                                      |
| 1860 | 1860                                                 |                                                      | 4 076                                                |                                                      |
| 1870 | 1870                                                 |                                                      | 4 814                                                |                                                      |
| 1880 | 1880                                                 |                                                      | 5 482                                                |                                                      |
| 1890 | 1890                                                 |                                                      | 5 613                                                |                                                      |
| 1900 | 1900                                                 |                                                      | 6 395                                                |                                                      |
| 1910 | 1910                                                 |                                                      | 7 648                                                |                                                      |
| 1920 | 1920                                                 |                                                      | 8 791                                                |                                                      |
| 1930 | 1930                                                 |                                                      | 8 942                                                |                                                      |
| 1935 | 1935                                                 |                                                      | 9 125                                                |                                                      |
| 1940 | 1940                                                 |                                                      | 9 144                                                |                                                      |
| 1945 | 1945                                                 |                                                      | 14 187                                               |                                                      |
| 1950 | 1950                                                 |                                                      | 16 246                                               |                                                      |
| 1955 | 1955                                                 |                                                      | 17 338                                               |                                                      |
| 1960 | 1960                                                 |                                                      | 18 469                                               |                                                      |
| 1965 | 1965                                                 |                                                      | 19 662                                               |                                                      |
| 1970 | 1970                                                 |                                                      | 20 613                                               |                                                      |
| Anm: 1945 inkorporerades del av Vassända-Naglums landskommun och 1952 inkorporerades Väne-Ryrs landskommun. För åren 1805-1945: befolkning enligt folkräkning 31 december enligt den administrativa indelningen den 1 januari följande år. 1950 avser befolkning enligt folkräkning den 31 december enligt den administrativa indelningen den 1 januari 1952. 1955 avser den kyrkobokförda befolkningen den 31 december enligt den administrativa indelningen den 1 januari följande år. 1960 och 1965 avser befolkning enligt folkräkning den 1 november enligt den administrativa indelningen den 1 januari följande år. 1970 avser befolkning enligt folkräkning den 1 november i det område som Vänersborgs stad omfattade när den ombildades till Vänersborgs kommun 1 januari 1971. |                                                      |                                                      |                                                      |                                                      |

## Politik

### Mandatfördelning i Vänersborgs stad, valen 1919–1966
| 4 | 8 | 6 | 12 |

| 25 | 5 |

| 3 | 8 | 5 | 14 |

| 28 |

| 4 | 8 | 3 | 15 |

| 28 |

| 3 | 10 | 2 | 2 | 13 |

| 30 |

| 15 |  | 2 | 12 |

| 30 |

| 14 |  | 4 | 11 |

| 30 |

| 17 | 4 | 2 | 7 |

| 28 |

| 17 | 4 | 9 |

| 26 |

| 3 | 20 | 2 | 7 | 8 |

| 35 |

| 20 |  | 12 | 7 |

| 33 | 7 |

| 20 |  | 12 | 7 |

| 33 | 7 |

| 20 | 2 | 10 | 8 |

| 32 | 8 |

| 21 | 3 | 10 | 6 |

| 31 | 9 |

| 2 | 16 | 4 | 10 |  | 7 |

| 33 | 7 |